# Monbijou (Bern)
Das Monbijou ist ein statistischer Bezirk und zugleich ein kleineres zugehöriges gebräuchliches Quartier im Stadtteil Mattenhof-Weissenbühl (III) im Süden von Bern. Zum statistischen Bezirk gehört neben dem Monbijou noch Villette. Es liegt zwischen dem Hirschengraben im Norden und dem Sulgenbach im Süden. Umgeben wird es von dem Stadtbach-Quartier (Norden), dem Roten Quartier der Altstadt (Osten), dem Sandrain (Südosten), dem Weissenbühl im Süden sowie dem Mattenhof und Holligen im Westen. Das Monbijou liegt rund 520 bis 550 Meter über dem Meer.
Im Jahr 2022 lebten im statistischen Bezirk (Fläche von 52 Hektar) 3453 Einwohner, davon 2558 Schweizer und 895 Ausländer. Im kleineren gebräuchlichen Quartier lebten 3238 Einwohner (2401 Schweizer und 837 Ausländer).
Die Hauptverkehrsachsen sind die zentrale Monbijoustrasse sowie die in Ost-West-Richtung verlaufende Schwarztorstrasse. Nach Osten in Richtung Kirchenfeld führen auch die Eigerstrasse sowie die anschliessende Monbijoubrücke. An den öffentlichen Verkehr wird das Quartier durch die Bernmobil-Linien 9, 10, 19 und 28 angebunden.

## Geschichte
Der Name Monbijou leitet sich von einem ehemaligen barocken Landgut ab, das denselben Namen trug. Bis in die 1840er Jahre war das Monbijou ein ländliches Gebiet mit Gutshöfen (Inselscheuer, Besenscheuer, Äusseres Sulgenbachgut, Scheuermattgut etc.), das von Bächen durchzogen war. Am Sulgenbach befanden sich bereits seit dem Mittelalter Müllereien und Färbereien, deren Siedlungsbezeichnung Sulgen lautete. Die alte Könizstrasse (heute Monbijou- und Mühlemattstrasse) war bis 1860 die wichtigste südliche Ausfallstrasse, als die Belpstrasse gebaut wurde. Zwischen dem Sulgenbach im Süden und der nördlich gelegenen Villette begann um 1850 eine lose und uneinheitliche Siedlungsstruktur zu entstehen, die das Quartier noch heute prägt. 1873 wurde ein Strassennetzplan für das Gebiet beschlossen.
1998 weihte der Bund das Verwaltungsgebäude Titanic II ein, das er für 110 Millionen Franken bauen liess. Seither wurde es durch verschiedene Bundesämter genutzt.

## Bilder

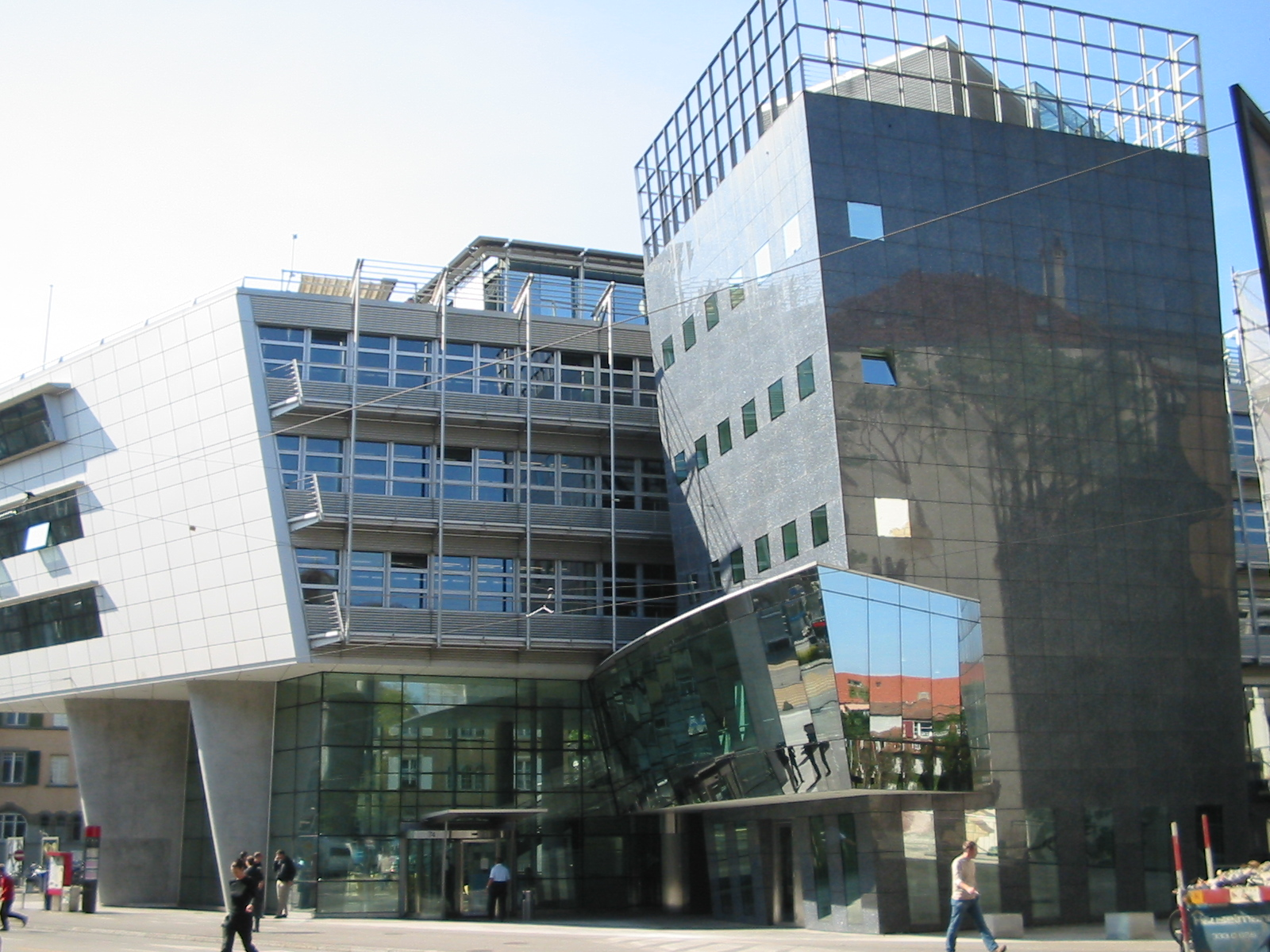
Die Titanic II im Berner Monbijouquartier
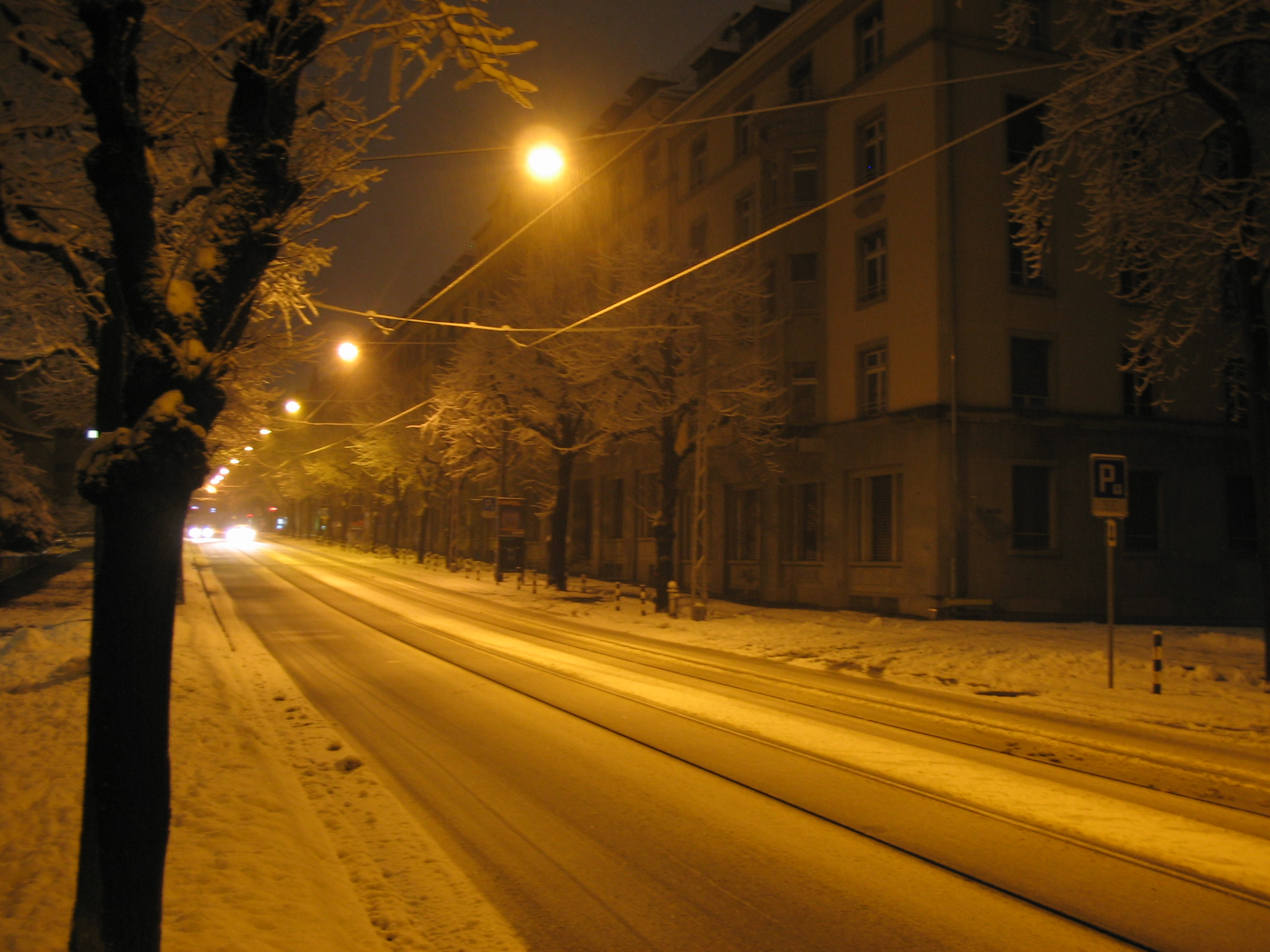
Monbijoustrasse